# Darkman (bande originale)
Albums de Danny Elfman
Dick Tracy
(1990) Edward aux mains d'argent
(1990)
Darkman - Original Motion Picture Soundtrack, composé par Danny Elfman, est la bande originale, distribué par MCA Records, du film fantastique américain réalisé par Sam Raimi, Darkman, sortis en 1990.

## Liste des titres
| 1.    | Main Titles                      | 1:37 |
| 2.    | Woe, The Darkman, Woe            | 6:09 |
| 3.    | Rebuilding / Failure             | 3:16 |
| 4.    | Love Theme                       | 0:56 |
| 5.    | Julie Transforms                 | 1:11 |
| 6.    | Rage / Peppy Science             | 1:37 |
| 7.    | Cheating Pauly                   | 3:19 |
| 8.    | Double Durante                   | 1:50 |
| 9.    | The Plot Unfolds / Dancing Freak | 7:01 |
| 10.   | Carnival From Hell               | 3:16 |
| 11.   | Julie Discovers Darkman          | 1:59 |
| 12.   | High Steel                       | 4:19 |
| 13.   | Finale / End Credits             | 3:39 |
| 40:09 |                                  |      |

## Musiques additionnelles
- On entend aussi durant le film, le morceau suivant[1], qui ne figure pas sur cet album. Il s'agit de :
  - Give It To Me
    - Écrit et interprété par Judy Valenti